# Fragmentatie (IP)
Met fragmentatie wordt bedoeld dat bij protocollen voor pakketgeschakelde netwerken, specifiek bij het internetprotocol, een boodschap of datagram niet als een geheel wordt verzonden, maar in kleine stukjes. De grootte van de fragmenten wordt bepaald door de maximum transmission unit MTU, een parameter die meestal door de gebruikte hardware wordt bepaald. Op deze manier kunnen grote datagrammen worden verstuurd over netwerken die alleen kleinere pakketten aankunnen. Het is, naast adressering, een van de twee hoofdfuncties van het internetprotocol IPv4. Fragmentatie wordt veelal beschouwd als een noodzakelijk kwaad. IPv6 vereist daarom dat de MTU voor de gehele verbinding, de path-MTU,  wordt vastgesteld voordat de boodschap wordt verstuurd en omzeilt op die manier de noodzaak tot fragmentatie.

## Achtergrond
Om te voorkomen dat grote datagrammen een verbinding voor lange tijd bezet houden, worden gegevens wanneer zij worden verzonden in pakketten verdeeld. Omdat het internet een heterogeen netwerk is, dat wil zeggen, uit vele verschillende soorten hard- en software bestaat, kan het voorkomen dat om de bestemming te bereiken een pakket van een verbinding gebruik moet maken die alleen kleinere pakketten toestaat. Er moet dus een manier bestaan om pakketten in een bijna willekeurig aantal kleinere pakketten op te delen en later weer samen te stellen. Deze functionaliteit wordt met fragmentatie aangeduid.

## Werking
Om een en ander mogelijk te maken, zijn de headers van het internetprotocol voorzien van velden die het oorspronkelijke datagram identificeren, een identificatienummer, een oorsprongs- en een bestemmingsadres en een protocolnummer. Als deze vier overeenkomen, behoren verschillende pakketten tot hetzelfde, oorspronkelijke datagram. Een vijfde veld, de fragmentatie-offset (fragoff) geeft aan welke plaats het pakket in het oorspronkelijke datagram inneemt en maakt het voor de ontvanger mogelijk de afzonderlijke pakketten weer tot het oorspronkelijke datagram samen te voegen. Inmiddels zijn diverse algoritmes in omloop.